# Jules Keignaert
Jules Keignaert, né le 15 juin 1907 à Tourcoing et mort le 26 mai 1994 à Neuville-en-Ferrain, est un joueur de water-polo français.

## Biographie
Jules Keignaert, fonctionnaire municipal, fait partie de l'équipe de France de water polo médaillée de bronze lors des Jeux olympiques d'été de 1928 d'Amsterdam. Évoluant en club aux Enfants de Neptune de Tourcoing, il a la particularité d'être ambidextre.